# Шиллер, Фридрих
Иоганн Кри́стоф Фри́дрих фон Ши́ллер (нем. Johann Christoph Friedrich von Schiller; 10 ноября 1759, Марбах-на-Неккаре — 9 мая 1805, Веймар) — немецкий поэт, драматург, философ, теоретик искусства и историк. В молодости принадлежал к литературному направлению «Буря и натиск». Известность Шиллеру принесла драма «Разбойники» (поставлена на сцене в 1782 году), после которой были написаны исторические пьесы «Заговор Фиеско в Генуе» и «Дон Карлос», основанная на современном материале пьеса «Коварство и любовь». К штюрмерскому периоду творчества Шиллера относятся также роман «Духовидец», «Философские письма», ряд стихотворений, включая оду «К радости», изменённая версия которой была положена на музыку Бетховеном и включена им в финал его 9-й симфонии.
С 1787 года Шиллер жил в Веймаре, где опубликовал ряд исторических («Отпадение Нидерландов от испанского владычества», «История Тридцатилетней войны») и эстетических («Письма об эстетическом воспитании человека», «О возвышенном», «О патетическом» и др.) трудов. Его дружба с Гёте привела к формированию нового литературного явления, «веймарского классицизма», и к созданию ряда баллад и эпиграмм. Шиллер снова занялся драматургией, посвящая свои пьесы философскому осмыслению переломных эпох. Он написал трилогию «Валленштейн», трагедии «Мария Стюарт», «Орлеанская дева», «Вильгельм Телль». Смерть прервала работу Шиллера над драмой «Деметриус» на тему из русской истории.
Наследие поэта хранится и изучается в Архиве Гёте и Шиллера в Веймаре.

## Биография

### Происхождение и ранние годы
Фамилия Шиллер встречается в Юго-Западной Германии с XVI столетия. Предки Фридриха Шиллера, жившие в течение двух столетий в Вюртембергском герцогстве, были виноделами, крестьянами и ремесленниками.
Шиллер родился 10 ноября 1759 года в городе Марбахе-на-Неккаре. Его отец Иоганн Каспар Шиллер (1723—1796) был полковым фельдшером, офицером на службе вюртембергского герцога, мать, Элизабет Доротея Кодвайс (1732—1802), происходила из семьи провинциального пекаря-трактирщика. У Фридриха Шиллера было пять сестёр: Элизабет Кристофина Фридерика (в замужестве Рейнвальд; 1757—1847), художница, жена библиотекаря и лингвиста Вильгельма Фридриха Германа Рейнвальда (1737—1815), Луиза Доротея Катарина (1766—1836), жена пастора Иоганна Готлиба Франка (1760—1834), Мария Шарлотта (1768—1774), Беата Фридерика (1773) и Каролина Кристиана, которую в семье называли Нанетт (1777—1796). Молодой Шиллер воспитывался в религиозно-пиетистической атмосфере, отозвавшейся в его ранних стихах. Детство и молодость прошли в относительной бедности.

#### Начальное образование в Лорхе. Людвигсбург
Начальное образование получил в небольшом городе Лорх, в котором в 1764 году отец Шиллера получил работу вербовщика рекрутов. Обучение у местного пастора Мозера продлилось 2 года и, в основном, состояло из изучения чтения и письма на немецком, и также включало поверхностное знакомство с латынью. Искренний и добродушный пастор впоследствии выведен в первой драме писателя «Разбойники».
Когда в 1766 году семья Шиллера вернулась в Людвигсбург, Фридрих был отдан в Латинскую школу. Учебная программа в школе была нетрудной: пять дней в неделю изучалась латынь, по пятницам — родной язык, по воскресеньям — катехизис. Интерес Шиллера к занятиям возрос в старших классах, где изучались латинские классики — Овидий, Вергилий и Гораций. По окончании латинской школы, сдав все четыре экзамена на отлично, в апреле 1772 года Шиллер был представлен к конфирмации.

#### Военная академия в Штутгарте
В 1770 году семья Шиллера переезжает из Людвигсбурга в замок Солитюд, где герцогом Вюртембергским Карлом-Евгением был учреждён сиротский институт для воспитания солдатских детей. В 1771 году этот институт был реформирован в военную академию. В 1772 году, просматривая список выпускников латинской школы, герцог обратил внимание на юного Шиллера, и вскоре, в январе 1773 года, его семья получила повестку, согласно которой они должны были отдать сына в военную академию «Высшая школа Карла» (нем. Hohe Karlsschule), где юноша начал изучать право, хотя с детства мечтал стать священником.
По поступлении в академию был зачислен на бюргерское отделение юридического факультета. Из-за неприязненного отношения к юриспруденции в конце 1774 года оказался одним из последних, а в конце 1775 учебного года — самым последним из восемнадцати учеников своего отделения.
В 1775 году академию перевели в Штутгарт, продлили курс обучения.
В 1776 году перевёлся на медицинский факультет, где посещал лекции талантливых преподавателей, в частности, прослушал курс лекций по философии профессора Абеля, — любимого преподавателя академической молодёжи. В этот период Шиллер окончательно решил посвятить себя поэтическому искусству. Уже с первых лет обучения в Академии увлёкся поэтическими произведениями Фридриха Клопштока и поэтов «Бури и натиска», начал писать небольшие поэтические произведения. Несколько раз ему даже предлагали писать поздравительные оды в честь герцога и его любовницы — графини Франциски фон Гогенгей.
В 1779 году диссертация Шиллера «Философия физиологии» была отвергнута руководством академии, и он был вынужден остаться на второй год. Герцог Карл Евгений накладывает свою резолюцию: «Я должен согласиться, что диссертация воспитанника Шиллера не лишена достоинств, что в ней много огня. Но именно последнее обстоятельство заставляет меня не выпускать в свет его диссертации и продержать ещё год в Академии, чтоб жар его поостыл. Если он будет так же прилежен, то к концу этого времени из него, наверное, выйдет великий человек».
Во время обучения в Академии Шиллер создал первые произведения. Под влиянием драмы «Юлиус Тарентский» (1776) Иоганна Антона Лейзевица написал «Космус фон Медичи» — драму, в которой попытался развить излюбленную тему литературного движения «Бури и натиска»: ненависти между братьями и любви отца. В это же время его огромный интерес к творчеству и манере письма Фридриха Клопштока подвигли Шиллера на написание оды «Завоеватель», опубликованной в марте 1777 года в журнале «Немецкие хроники» (Das schwebige Magazin) и явившейся подражанием кумиру.

#### Разбойники
В 1780 году по окончании академии получил в Штутгарте место полкового врача без присвоения офицерского звания и без права носить штатское платье — свидетельство герцогского нерасположения.
В 1781 году завершил драму «Разбойники» (нем. Die Räuber), написанную во время пребывания в академии. После редактирования рукописи «Разбойников» оказалось, что все штутгартские издатели не готовы её печатать, и Шиллеру пришлось издать произведение за свой счёт.
Книготорговец Шван в Мангейме, которому Шиллер также посылал рукопись, познакомил его с директором Мангеймского театра бароном фон Дальбергом. Тот пришёл в восторг от драмы и решил поставить её в своём театре. Но Дальберг попросил внести некоторые коррективы — удалить некоторые сцены и наиболее революционные фразы, время действия перенести из современности, из эпохи Семилетней войны в XVII век. Шиллер высказал несогласие с такими изменениями, в письме Дальбергу от 12 декабря 1781 года он писал: «Многие тирады, черты, как крупные, так и мелкие, даже характеры взяты из нашего времени; перенесённые в век Максимилиана, они ровно ничего не будут стоить… Чтобы исправить ошибку против эпохи Фридриха II, мне пришлось бы совершить преступление против эпохи Максимилиана», но тем не менее, пошёл на уступки, и «Разбойники» были впервые поставлены в Мангейме 13 января 1782 года. Постановка имела огромный успех у публики.
После премьеры в Мангейме 13 января 1782 года стало ясно, что в литературу пришёл талантливый драматург. Центральный конфликт «Разбойников» — это конфликт между двумя братьями: старшим, Карлом Моором, который во главе банды разбойников уходит в богемские леса, чтобы наказывать тиранов, и младшим, Францем Моором, который в это время стремится завладеть имением своего отца. Карл Моор олицетворяет лучшие, храбрые, свободные начала, в то время как Франц Моор является примером подлости, коварства и вероломства. В «Разбойниках», как ни в одном произведении немецкого Просвещения, показан воспетый Руссо идеал республиканизма и народовластия. Не случайно именно за эту драму Шиллер в годы Французской революции был удостоен почётного звания гражданина Французской республики.
Одновременно с «Разбойниками» Шиллер подготовил к печати собрание стихотворений, которое было выпущено в феврале 1782 года под названием «Антология на 1782 год» (Anthologie auf das Jahr 1782). В основе создания этой антологии лежит конфликт Шиллера с молодым штутгартским поэтом Готхальдом Штэйдлином, который, претендуя на роль главы швабской школы, издал «Швабский альманах муз на 1782 год». Шиллер послал Штэйдлину для этого издания несколько стихотворений, однако тот согласился напечатать только одно из них, и то в сокращении. Тогда Шиллер собрал забракованные Готхальдом стихи, написал ряд новых, и таким образом, создал «Антологию на 1782 год», противопоставив её «альманаху муз» своего литературного оппонента. Ради большей мистификации и поднятия интереса к сборнику, местом издания антологии был указан город Тобольск в Сибири.

#### Побег из Штутгарта
За самовольную отлучку из полка в Мангейм на представление «Разбойников» Шиллер был посажен на гауптвахту на 14 дней и подвергся запрету писать что-либо, кроме медицинских сочинений, что вынудило его вместе со своим другом, музыкантом Штрейхером (нем. Johann Andreas Streicher), бежать из владений герцога 22 сентября 1782 года в маркграфство Пфальц.
Переехав границу Вюртемберга, направился в Мангеймский театр с подготовленной рукописью пьесы «Заговор Фиеско в Генуе» (нем. Die Verschwörung des Fiesco zu Genua), которую посвятил своему преподавателю философии в Академии Якову Абелю. Руководство театра, опасаясь недовольства вюртембергского герцога, не спешило начинать переговоры о постановке пьесы. Шиллеру посоветовали не оставаться в Мангейме, а уехать в ближайшую деревню Оггерсгейм. Там, вместе со своим другом Штрейхером, драматург жил под вымышленным именем Шмидт в деревенском трактире «Охотничий двор». Именно здесь осенью 1782 года Фридрих Шиллер сделал первый набросок варианта трагедии «Коварство и любовь» (нем. Kabale und Liebe), которую в то время называл «Луиза Миллер». В это же время Шиллер издал «Заговор Фиеско в Генуе» за мизерный гонорар, который мгновенно потратил. Находясь в безвыходном положении, драматург написал письмо к своей старой знакомой Генриете фон Вальцоген, которая вскоре предложила писателю своё пустующее поместье в Бауербахе.

### Годы неопределённости (1782—1789)

#### Бауербах и возвращение в Мангейм
В Бауербахе под фамилией «доктор Риттер» жил с 8 декабря 1782 года, где принялся за окончание драмы «Коварство и любовь», работу над которой закончил в феврале 1783 года. Тут же создал набросок новой исторической драмы «Дон Карлос» (нем. Don Karlos), обстоятельно изучая историю испанской инфанты по книгам из библиотеки мангеймского герцогского двора, которые ему поставлял знакомый библиотекарь. Вместе с историей «Дона Карлоса» тогда же начал изучать историю шотландской королевы Марии Стюарт. Некоторое время колебался, на ком из них ему остановиться, но выбор был сделан в пользу «Дона Карлоса».
В январе 1783 года в Бауэрбах приехала хозяйка поместья с шестнадцатилетней дочерью Шарлоттой, которой Шиллер сделал предложение о браке, однако получил отказ её матери, поскольку начинающий писатель не имел средств к содержанию семьи.
В это время его друг Андреас Штрейхэр делал всё возможное, чтобы вызвать благосклонность администрации Мангеймского театра в пользу Шиллера. Директор театра барон фон Дальберг, зная, что герцог Карл Евгений уже отказался от поисков своего пропавшего полкового медика, пишет Шиллеру письмо, в котором интересуется литературной деятельностью драматурга. Шиллер ответил довольно холодно и только кратко пересказал содержание драмы «Луиза Миллер». Дальберг ответил согласием на постановку обеих драм — «Заговор Фиеско в Генуе» и «Луиза Миллер», — после чего Фридрих в июле 1783 года вернулся в Мангейм для участия в подготовке пьес к постановке.

#### Жизнь в Мангейме
Несмотря на отличную игру актёров, «Заговор Фиеско в Генуе» в целом не имел большого успеха. Мангеймская театральная публика нашла эту пьесу слишком заумной. Шиллер взялся за переделку своей третьей драмы — «Луиза Миллер». Во время одной репетиции актёр театра Август Иффланд предложил поменять название драмы на «Коварство и любовь». Под этим названием пьеса была поставлена 15 апреля 1784 года и имела большой успех. «Коварство и любовь», не менее чем «Разбойники», прославила имя автора как первого драматурга Германии.
В феврале 1784 года вступил в «Курпфальцское немецкое общество», руководил которым директор мангеймского театра Вольфганг фон Дальберг, что дало Шиллеру права пфальцского подданного и легализовало его пребывание в Мангейме. Во время официального принятия в общество 20 июля 1784 года, прочитал доклад под заголовком «Театр как нравственное учреждение». Моральное значение театра, призванного обличать пороки и одобрять добродетель, Шиллер усердно пропагандировал в основанном им журнале «Рейнская Талия» (нем. Rheinische Thalia), первый номер которого вышел в 1785 году.
В Мангейме познакомился с Шарлоттой фон Кальб, молодой женщиной с выдающимися умственными способностями, восхищение которой принесло писателю много страданий. Она познакомила Шиллера с веймарским герцогом Карлом Августом, когда тот гостил в Дармштадте. Драматург прочитал в избранном кругу, в присутствии герцога, первый акт своей новой драмы «Дон Карлос». Драма оказала большое впечатление на присутствующих. Карл Август даровал автору должность веймарского советника, что, впрочем, не облегчило бедственного состояния, в котором находился Шиллер. Писатель должен был вернуть долг в двести гульденов, которые он занял у друга на издание «Разбойников», но денег у него не было. Вдобавок, ухудшились его отношения с директором Мангеймского театра, в результате чего Шиллер разорвал с ним контракт.
В это же время Шиллер увлёкся 17-летней дочерью придворного книготорговца Маргаритой Шван, однако молодая кокетка не проявляла однозначной благосклонности к начинающему поэту, а её отец вряд ли желал видеть дочь замужем за человеком без денег и влияния в обществе.
Осенью 1784 года поэт вспомнил о письме, которое получил за полгода перед этим от лейпцигского сообщества поклонников его творчества во главе с Готфридом Кёрнером. 22 февраля 1785 года Шиллер отправил им письмо, в котором откровенно описал своё тяжёлое положение и попросил принять его в Лейпциге. Уже 30 марта от Кёрнера пришёл доброжелательный ответ. Одновременно он прислал поэту вексель на значительную сумму денег, чтобы драматург сумел рассчитаться со своими долгами. Так началась тесная дружба между Готфридом Кёрнером и Фридрихом Шиллером, которая длилась до самой смерти поэта.

#### Лейпциг и Дрезден
Когда 17 апреля 1785 года Шиллер прибыл в Лейпциг, его встретили Фердинанд Губер (нем. Ludwig Ferdinand Huber) и сестры Дора и Минна Шток. Кёрнер в это время находился по служебным делам в Дрездене. С первых дней в Лейпциге Шиллер затосковал по Маргарите Шван, которая осталась в Мангейме. Он обратился к её родителям с письмом, в котором просил руки их дочери. Издатель Шван дал возможность Маргарите самой решить этот вопрос, но та отказала Шиллеру, который тяжело переживал эту новую потерю. Вскоре из Дрездена приехал Готфрид Кёрнер, который решил отпраздновать свой брак с Минной Шток. Согретый дружбой Кёрнера, Губера и их подруг, Шиллер оправился. Именно в это время он создаёт свой гимн «Ода к радости» (нем. Ode An die Freude).
11 сентября 1785 года по приглашению Готфрида Кёрнера Шиллер переезжает в деревню Лошвиц неподалёку от Дрездена. Здесь был полностью переделан и закончен «Дон Карлос», начата новая драма «Мизантроп», составлен план и написаны первые главы романа «Духовидец». Здесь же были закончены и его «Философские письма» (нем. Philosophische Briefe) — самое значительное философское эссе молодого Шиллера, написанное в эпистолярной форме.
В 1786—87 годах через Готфрида Кёрнера Фридрих Шиллер был введён в дрезденское светское общество. В это же время он получил предложение от известного немецкого актёра и театрального директора Фридриха Шрёдера поставить «Дона Карлоса» в Гамбургском национальном театре. Предложение Шрёдера было довольно хорошо, но Шиллер, помня прошлый неудачный опыт сотрудничества с Мангеймским театром, отказывается от приглашения и едет в Веймар — центр немецкой литературы, куда его усердно приглашает Кристоф Мартин Виланд для сотрудничества в его литературном журнале «Немецкий Меркурий» (нем. Der Deutsche Merkur).

#### Веймар
В Веймар Шиллер приехал 21 августа 1787 года. Спутницей драматурга в череде официальных визитов стала Шарлотта фон Кальб, при содействии которой Шиллер быстро познакомился с крупнейшими тогдашними писателями — Мартином Виландом и Йоганном Готфридом Гердером. Виланд высоко ценил талант Шиллера и особенно восхищался его последней драмой «Дон Карлос». Между двумя поэтами с первого знакомства установились тесные дружеские отношения, которые сохранились на долгие годы. На несколько дней ездил в университетский городок Йена, где был тепло встречен в тамошних литературных кругах.
В 1787—1788 годах Шиллер издавал журнал «Талия» (нем. Thalia) и одновременно сотрудничал в «Немецком Меркурии» Виланда. Некоторые произведения этих лет были начаты ещё в Лейпциге и Дрездене. В четвёртом номере «Талии» печатался по главам его роман «Духовидец».
С переездом в Веймар и после знакомства с крупными поэтами и учёными Шиллер стал ещё более критично относиться к своим способностям. Осознав недостачу своих знаний, драматург почти на целое десятилетие отошёл от художественного творчества, чтобы основательно изучить историю, философию и эстетику.

### Период Веймарского классицизма

#### Йенский университет
Выход в свет первого тома «Истории отпадения Нидерландов» летом 1788 года принёс Шиллеру славу выдающегося исследователя истории. Друзья поэта в Йене и Веймаре (включая И. В. Гёте, с которым Шиллер познакомился в 1788 году) использовали все свои связи, чтобы помочь ему получить должность экстраординарного профессора истории и философии в университете Йены который во время пребывания поэта в этом городе переживал период процветания. Фридрих Шиллер переехал в Йену 11 мая 1789 года. Когда он приступил к чтению лекций, университет насчитывал около 800 студентов. Вступительная лекция под названием «Что такое всемирная история и для какой цели её изучают?» (нем. Was heißt und zu welchem Ende studiert man Universalgeschichte?) прошла с большим успехом, слушатели устроили ему овацию.
Несмотря на то, что работа университетского преподавателя не обеспечивала его достаточными материальными средствами, Шиллер решил жениться. Узнав об этом, герцог Карл Август назначил ему в декабре 1789 года скромное жалование в размере двухсот талеров в год, после чего Шиллер сделал официальное предложение Шарлотте фон Ленгефельд, и в феврале 1790 года в деревенской кирхе около Рудольштадта был заключён брак.
После помолвки Шиллер начал работу над своей новой книгой «История Тридцатилетней войны», приступил к работе над рядом статей по мировой истории и снова начал издавать журнал «Рейнская Талия», в котором опубликовал свои переводы третьей и четвёртой книг «Энеиды» Вергилия. Позже в этом журнале были опубликованы его статьи по истории и эстетике. В мае 1790 года Шиллер продолжил свои лекции в университете: в этом учебном году он публично читал курс лекций по трагической поэзии, а частно — по всемирной истории.
В начале 1791 года Шиллер заболел туберкулёзом лёгких. Теперь у него лишь изредка наступали промежутки в несколько месяцев или недель, когда поэт был бы способен спокойно работать. Особенно сильными были первые приступы болезни зимой 1792 года, из-за которых он был вынужден приостановить преподавание в университете. Этот вынужденный отдых был использован Шиллером для более глубокого ознакомления с философскими работами Иммануила Канта. Будучи не способным работать, драматург находился в крайне дурном материальном положении — не было денег даже на дешёвый обед и нужные лекарства. В этот трудный момент по инициативе датского писателя Иенса Баггесена наследный принц Фридрих Кристиан Шлезвиг-Гольштейнский и граф Эрнст фон Шиммельман назначили Шиллеру ежегодную субсидию в тысячу талеров, чтобы поэт сумел восстановить своё здоровье. Датское субсидирование продолжалось в 1792—94 годы. Затем Шиллера поддержал издатель Иоганн Фридрих Котта, пригласивший его в 1794 году издавать ежемесячный журнал «Оры».

#### Поездка на родину. Журнал «Оры»
Летом 1793 года Шиллер получил письмо из родительского дома в Людвигсбурге, в котором сообщалось о болезни его отца. Шиллер решил поехать вместе со своей женой на родину, чтобы повидаться с отцом перед его смертью, посетить мать и трёх сестёр, с которыми он расстался одиннадцать лет назад. При негласном разрешении вюртембергского герцога Карла Евгения Шиллер приехал в Людвигсбург, где неподалёку от герцогской резиденции жили его родители. Здесь 14 сентября 1793 года родился первый сын поэта. В Людвигсбурге и Штутгарте Шиллер встречался со старыми учителями и прошлыми друзьями по Академии. После смерти герцога Карла Евгения Шиллер посетил военную академию покойного, где был с восторгом встречен молодым поколением студентов.
Во время пребывания на родине в 1793—94 годах Шиллер закончил своё самое значительное философско-эстетическое произведение «Письма об эстетическом воспитании человека» (Über die ästhetische Erziehung des Menschen).
Вскоре после возвращения в Йену поэт энергично взялся за работу и пригласил всех наиболее выдающихся писателей и мыслителей тогдашней Германии сотрудничать в новом журнале «Оры» (Die Horen), планировал объединить лучших немецких писателей в литературное общество.
В 1795 году написал цикл стихотворений на философские темы, близкие по смыслу его статьям по эстетике: «Поэзия жизни», «Танец», «Разделение земли», «Гений», «Надежда» и др. Лейтмотивом через эти стихи проходит мысль о гибели всего прекрасного и правдивого в грязном, прозаическом мире. По мнению поэта, совершение добродетельных стремлений возможно только в идеальном мире. Цикл философских стихов стал первым поэтическим опытом Шиллера после почти десятилетнего творческого перерыва.

#### Творческое сотрудничество Шиллера и Гёте
Сближению двух поэтов посодействовало единство Шиллера и Гёте во взглядах на Французскую революцию и социально-политическую ситуацию в Германии. Когда Шиллер после поездки на родину и возвращения в Йену в 1794 году в журнале «Оры» изложил свою политическую программу и пригласил Гёте участвовать в литературном обществе, тот ответил согласием.
Более тесное знакомство между литераторами произошло в июле 1794 года в Йене. По окончании заседания естествоиспытателей, выйдя на улицу, поэты стали обсуждать содержание выслушанного доклада, и беседуя, они дошли до квартиры Шиллера. Гёте был приглашён в дом. Там он начал с большим энтузиазмом излагать свою теорию метаморфозы растений. После этой беседы между Шиллером и Гёте завязалась дружеская переписка, которая не прерывалось до смерти Шиллера и составила один из лучших эпистолярных памятников мировой литературы.
Совместная творческая деятельность Гёте и Шиллера имела, прежде всего, своей целью теоретическое осмысление и практическое решение тех задач, которые возникли перед литературой в новый, послереволюционной период. В поисках идеальной формы поэты обратились к античному искусству. В нём они видели высший образец человеческой красоты.
Когда в «Орах» и «Альманахе муз» появились новые произведения Гёте и Шиллера, в которых отразился их культ античности, высокий гражданский и нравственный пафос, религиозный индифферентизм, против них начался поход со стороны ряда газет и журналов. Критики осуждали трактовку вопросов религии, политики, философии, эстетики. Гёте и Шиллер решили дать противникам резкий отпор, подвергнув беспощадному бичеванию всю пошлость и бездарность современной им немецкой литературы в форме, подсказанной Шиллеру Гёте, — в виде двустиший, наподобие «Ксений» Марциала.
Начиная с декабря 1795 года, на протяжении восьми месяцев, оба поэта соревновались в создании эпиграмм: к каждому ответу из Йены и Веймара прилагались «Ксении» на просмотр, отзыв и дополнение. Таким образом, совместными усилиями в период с декабря 1795 до августа 1796 года было создано около восьмисот эпиграмм, из которых четыреста четырнадцать были отобраны как наиболее удачные и опубликованы в «Альманахе муз» за 1797 год. Тематика «Ксений» была очень разносторонней. Она включала вопросы политики, философии, истории, религии, литературы и искусства. В них затрагивалось свыше двухсот писателей и литературных произведений. «Ксении» — самое воинственное из созданных обоими классиками сочинений.

#### Переезд в Веймар
В 1799 году он вернулся в Веймар, где начал издавать несколько литературных журналов на деньги меценатов. Став близким другом Гёте, Шиллер вместе с ним основал Веймарский театр, ставший ведущим театром Германии. Поэт остался в Веймаре до самой своей смерти.
В 1799—1800 годы написал пьесу «Мария Стюарт», сюжет которой занимал его почти два десятилетия. В произведении показал ярчайшую политическую трагедию, запечатлев образ отдалённой эпохи, раздираемой сильнейшими политическими противоречиями. Пьеса имела большой успех у современников. Шиллер закончил её с чувством, что теперь он «овладел ремеслом драматурга».
В 1802 году император Священной римской империи Франц II пожаловал Шиллеру дворянство. Но сам он отнёсся к этому скептически, в своём письме от 17 февраля 1803 года написав Гумбольдту: «Вы, вероятно, смеялись, услышав о возведении нас в более высокое звание. То была затея нашего герцога, и так как всё уже свершилось, то я соглашаюсь принять это звание из-за Лоло и детей. Лоло сейчас в своей стихии, так как вертит шлейфом при дворе».

#### Последние годы жизни
Последние годы жизни Шиллера были омрачены тяжёлыми, затяжными болезнями. После сильной простуды обострились все старые недуги. Поэт страдал хроническим воспалением лёгких. Скончался 9 мая 1805 года в возрасте 45 лет от туберкулёза.
Семья Шиллера продолжала жить в Веймаре, детям наняли домашнего учителя, Бернгарда Абекена.

## Семья
Фридрих Шиллер был женат на Шарлотте фон Ленгефельд (1766—1826), сестре писательницы Каролины фон Вольцоген (1763—1847) и дочери лесника и пионера лесной науки Карла Кристофа фон Ленгефельда (1715—1775) и его жены Луизы фон Ленгефельд, урождённой фон Вурмб (1743—1823). Братом его тёщи был ботаник Фридрих фон Вурмб (1742—1781).
В браке Фридрих Шиллер и Шарлотта фон Ленгефельд имели четверых детей:
- Карл Людвиг Фридрих Шиллер[нем.] (1793—1857) — впоследствии фрайгерр, похоронен в Штутгарте, в 1825 году женился на Луизе Лохер (1804—1889), их сыном был Эрнст Фридрих Людвиг фон Шиллер (1826—1877).
- Эрнст Фридрих Вильгельм Шиллер[нем.] (1796—1841) — судья, в 1823 году женился на Магдалене Пфингстен (1781—1853).
- Каролина Луиза Фридерика Шиллер (1799—1850) — в замужестве Жюно (Junot), похоронена в Вюрцбурге.
- Эмилия Генриетта Луиза Шиллер (1804—1872) — в замужестве баронесса фон Глейхен-Руссвурм (Gleichen-Rußwurm), в 1828 году вышла замуж за баварского камергера и барона Адальберта фон Глейхена-Руссвурма (1803—1887), в браке у них родился сын Людвиг фон Глейхен-Руссвурм[нем.] (1836—1901), который впоследствии стал художником и гравёром немецкого импрессионизма и был отцом писателя, редактора, переводчика и философа Александра фон Глейхена-Руссвурма[нем.] (1865—1947).

## Останки Шиллера
Фридрих Шиллер был похоронен в ночь с 11 на 12 мая 1805 года на веймарском кладбище Якобсфридхоф в склепе Кассенгевёльбе, специально отведённом для дворян и почитаемых жителей Веймара, не имевших собственных фамильных склепов. В 1826 году останки Шиллера решили перезахоронить, но уже не смогли точно идентифицировать. Выбранные произвольно как наиболее подходящие останки были перевезены в библиотеку герцогини Анны Амалии, а череп некоторое время находился в доме Гёте, написавшего в эти дни (16—17 сентября) стихотворение «Реликвии Шиллера», известное также под названием «В созерцании черепа Шиллера». 16 декабря 1827 года эти останки были захоронены в княжеской усыпальнице на новом кладбище, где впоследствии рядом со своим другом согласно завещанию был похоронен и сам Гёте.
В 1911 году был обнаружен ещё один череп, который приписали Шиллеру. Долгое время шли споры о том, какой же из них настоящий. Только весной 2008 года, в рамках акции «Код Фридриха Шиллера», организованной совместно радиостанцией Mitteldeutscher Rundfunk и Фондом «Веймарский классицизм», проведённая в двух независимых лабораториях экспертиза ДНК показала, что ни один из черепов не принадлежал Фридриху Шиллеру. Останки в гробу Шиллера принадлежат как минимум трём разным людям, их ДНК также не совпадает ни с одним из исследовавшихся черепов. Фонд «Веймарский классицизм» принял решение оставить гроб Шиллера пустым.

## Восприятие творчества Фридриха Шиллера
Сочинения Шиллера были восторженно восприняты не только в Германии, но и других странах Европы. Одни считали Шиллера поэтом свободы, другие — оплотом буржуазной нравственности. Доступные языковые средства и меткие диалоги превратили многие строчки Шиллера в крылатые выражения. В 1859 году столетие со дня рождения Шиллера отмечалось не только в Европе, но и в США. Произведения Фридриха Шиллера заучивались наизусть, с XIX века они вошли в школьные учебники. Мировую известность получила «Ода к радости» (1785), музыку к которой написал Людвиг ван Бетховен. Известнейшие баллады Шиллера, написанные им в рамках «года баллад» (1797) — Кубок (Der Taucher), Перчатка (Der Handschuh), Поликратов перстень (Der Ring des Polykrates) и Ивиковы журавли (Die Kraniche des Ibykus), стали знакомы российским читателям после переводов В. А. Жуковского.
После прихода к власти национал-социалисты пытались представить Шиллера «немецким писателем» в своих пропагандистских целях. Однако в 1941 году постановки «Вильгельма Телля», как и «Дона Карлоса», были запрещены по приказу Гитлера.

## Память
- Памятник Шиллеру в Калининграде работы Станислава Кауэра
- Памятник Шиллеру на Жандарменмаркте в Берлине работы Рейнгольда Бегаса
- Герма Шиллера перед главным зданием Йенского университета
- Памятник Шиллеру в парке Белл-Айл (Мичиган) работы Хермана Матсена
- Почтовая марка с Фридрихом Шиллером из французской зоны оккупации Германии (в которую входил в том числе юг Вюртемберга.)
- Почтовая марка СССР, 1955 год

## Произведения

### Пьесы
- 1781 — «Разбойники»
- 1783 — «Заговор Фиеско в Генуе»
- 1784 — «Коварство и любовь»
- 1787 — «Дон Карлос, инфант испанский»
- 1797—1799 — драматическая трилогия «Валленштейн»:
  - Лагерь Валленштейна
  - Пикколомини
  - Смерть Валленштейна
- 1800 — «Мария Стюарт»
- 1801 — «Орлеанская дева»
- 1803 — «Мессинская невеста»
- 1804 — «Вильгельм Телль»
- «Деметриус» (не была окончена из-за смерти драматурга)

### Проза
- «Преступник из-за потерянной чести» (новелла, 1786)
- «Духовидец» (роман, окончен Хансом Хайнцем Эверсом)
- Eine großmütige Handlung

### Философские работы
- Philosophie der Physiologie (1779)
- О взаимосвязи животной природы человека с его духовной природой / Über den Zusammenhang der tierischen Natur des Menschen mit seiner geistigen (1780)
- Die Schaubühne als eine moralische Anstalt betrachtet (1784)
- Über den Grund des Vergnügens an tragischen Gegenständen (1792)
- Augustenburger Briefe (1793)
- О грации и достоинстве / Über Anmut und Würde (1793)
- Kallias-Briefe (1793)
- Письма об эстетическом воспитании человека / Über die ästhetische Erziehung des Menschen (1795)
- О наивной и сентиментальной поэзии / Über naive und sentimentalische Dichtung (1795)
- О дилетантизме / Über den Dilettantismus (1799; в соавторстве с Гёте)
- О возвышенном / Über das Erhabene (1801)

### Исторические труды
- История отпадения соединённых Нидерландов от испанского владычества (1788)
- История Тридцатилетней войны (1791)

### Переписка
- И.-В. Гёте Ф. Шиллер. Переписка / Перевод с немецкого и комментарий И. Е. Бабанова. — М.: Искусство, 1988. — Т. I—II. — ISBN ББК 84(4Г) Г44.

## Адаптация произведений Шиллера в музыке
- 1815 — «Ода к радости», «Прощание Гектора», «Водолаз»[45], песни Ф. Шуберта
- 1816 — «Рыцарь Тогенбург», песня Ф. Шуберта
- 1824 — Симфония № 9 Л. ван Бетховена
- 1829 — «Вильгельм Телль» (опера), композитор Дж. Россини
- 1835 — «Мария Стюарт» (опера), композитор Г. Доницетти
- 1845 — «Жанна д`Арк» (опера), композитор Дж. Верди
- 1847 — «Разбойники» (опера), композитор Дж. Верди
- 1849 — «Луиза Миллер» (опера), композитор Дж. Верди
- 1850 — «Перчатка», песня Р. Шумана
- 1865 — «Ода к радости», кантата П. И. Чайковского
- 1867 — «Дон Карлос» (опера), композитор Дж. Верди
- 1868 — «Фиеско» (опера), композитор Э. Лало
- 1878 — «Заключительная сцена из „Мессинской невесты“, по Шиллеру», кантата А. К. Лядова
- 1879 — «Орлеанская дева» (опера), композитор П. Чайковский
- 1881 — «Нения», кантата И. Брамса
- 1882 — «Димитрий» (опера), композитор А. Дворжак
- 1882 — «Ода к радости», кантата П. Масканьи
- 1883 — «Мессинская невеста» (опера), композитор З. Фибих
- 1902 — «Кубок», кантата А. С. Аренского, посвящена памяти В. А. Жуковского
- 1955 — «Элегические гимны», композитор К. Орф
- 1956 — «Нении и дифирамбы», композитор К. Орф
- 1957 — «Жанна д`Арк» (балет), композитор Н. И. Пейко
- 1978 — «Мария Стюарт» (опера), композитор Р. Твардовский
- 1980 — «Мария Стюарт» (опера), композитор С. М. Слонимский
- 2009 — «Ode an die Freude», кантата В. Полевой

## Постановки в России
- 1919 — «Дон Карлос». Большой драматический театр. Режиссёр Андрей Лаврентьев, композитор Борис Асафьев.

В ролях: Николай Монахов (Филипп II), Владимир Максимов (дон Карлос), Александра Колосова (Елизавета Валуа), Юрий Юрьев (маркиз де Поза)..
- 1976 — «Мария Стюарт». МХАТ имени Горького. Режиссёр Виктор Станицын (телеверсия — Феликс Глямшин). Автор перевода Борис Пастернак.

В ролях: Ангелина Степанова (Елизавета), Людмила Сухолинская (Мария Стюарт), Павел Массальский (Роберт Дадли), Марк Прудкин (Джордж Тальбот), Иван Тарханов (Вильям Сесиль), Владимир Пешкин (граф Кент), Сергей Сафонов (Вильям Девисон), Зиновий Тобольцев (Амиас Паулет), Александр Дик (Мортимер), Виталий Беляков (граф Обепин), Константин Чистяков (граф Бельевр), Константин Градополов (Окелли). 
- 1980 — «Заговор Фиеско в Генуе». Малый театр. Режиссёр Леонид Хейфец (телеверсия — Феликс Глямшин). Композитор Николай Каретников.

В ролях: Виталий Соломин (Фиеско), Михаил Царёв (Верина), Наталья Вилькина (Леонора), Нелли Корниенко (Джулия), Ярослав Барышев (Джанеттино), Евгений Самойлов (Герцог Дориа), Александр Потапов (Хассан, мавр), Владимир Богин (Бургоньино), Юрий Васильев (Кальканьо), Евгений Буренков (Сакко), Борис Клюев (Ломеллино), Анна Жарова (Берта), Маргарита Фомина (Роза), Галина Буканова (Арабелла). 
- 1980 — «Дон Карлос». Театр имени Моссовета. Режиссёр Евгений Завадский, композитор Альфред Шнитке.

В ролях: Михаил Львов (Филипп II), Геннадий Бортников (дон Карлос), Нелли Пшённая (Елизавета Валуа), Аристарх Ливанов (маркиз де Поза), Геннадий Некрасов (герцог Альба), Аркадий Рубцов (граф Лерма), Анатолий Баранцев (Доминго), Константин Михайлов (великий инквизитор), Валентина Карева (принцесса Эболи), Сара Брегман (герцогиня Оливарес), Мария Кнушевицкая (маркиза Мондекар), Маргарита Юдина (графиня Фуэнтес), Сергей Проханов (паж королевы).
- 2009 — «Дон Карлос». Большой драматический театр имени Г. А. Товстоногова. Режиссёр Темур Чхеидзе, композитор Гия Канчели. Автор перевода Елена Шварц.
- 2013 — «Коварство и любовь». Малый драматический театр — Театр Европы (Санкт-Петербург). Режиссёр Лев Додин, художник Александр Боровский.

В ролях: Валерий Ивченко (Филипп II), Игорь Ботвин (дон Карлос), Ирина Патракова (Елизавета Валуа), Валерий Дегтярь (маркиз де Поза), Дмитрий Быковский (герцог Альба), Геннадий Богачёв (великий инквизитор), Елена Попова (принцесса Эболи).